# Thila Plaichinger
Thila “Mathilde” Plaichinger (Viena, 1868 - 1939) fou una cantant austríaca.
Alumna de Gainsbacher en el conservatori de Viena, començà a adquirir notorietat al presentar-se al públic d'Hamburg el 1893. Durant set anys figurà en el quadre d'artistes del Teatre Municipal de Viena. Fou considerada a Alemanya com una de les millors sopranos del seu temps. Actuà molts anys en les representacions wagnerianes de Bayreuth, i des de 1901 fins al 1914 en l'Òpera de Berlín. Des de 1910 fou professora de cant i declamació lírica en el Conservatori Stern d'aquella ciutat.